# انسان‌شناس
انسان‌شناس فردی است که دانش انسان‌شناسی را برای حل مسائل مربوط به انسان به‌کار می‌بَرَد. انسان‌شناس در علومی مانند فلسفه، باستان‌شناسی، انسان‌شناسی فرهنگی-اجتماعی، انسان‌شناسی زبان‌شناختی، انسان‌شناسی زیستی، و انسان‌شناسی پزشکی قانونی مطالعه می‌کند.